# Tibor Rafael
Tibor Rafael (* 25. Januar 1970 in Komárno; † 1. Juli 2014 ebenda), ein Slowake, war ein tschechoslowakischer Boxer.

## Boxkarriere
Der rund 1,70 m große Linksausleger gilt als einer der erfolgreichsten Amateurboxer aus der ehemaligen Tschechoslowakei. Er wurde mehrfacher nationaler Meister, erreichte 1988 den 5. Platz bei der Junioren-Europameisterschaft in Polen sowie 1991 den ebenfalls 5. Platz bei der Europameisterschaft in Schweden. Bei seiner ersten WM-Teilnahme 1991 in Australien erreichte er Platz 9.
Im Mai 1993 gewann er für den Nachfolgestaat Slowakei eine Bronzemedaille bei den Weltmeisterschaften in Finnland. Er schied erst im Halbfinale aufgrund einer Handverletzung kampflos aus, sein Gegner dieser Runde wäre Damián Austin gewesen. Im September 1993 folgte sein Gewinn der Silbermedaille für Tschechien bei den Europameisterschaften in der Türkei. Er war dabei im Finalkampf umstritten mit +7:7 gegen Jacek Bielski unterlegen. Zudem ist er mehrfacher Medaillengewinner bei internationalen Turnieren, wobei er allein fünfmal das Grand Prix Turnier von Ústí nad Labem gewann.
Von Oktober 2001 bis April 2014 bestritt er eine erfolglose Karriere als Profiboxer mit 54 Kämpfen in Ungarn, Frankreich, Italien, Spanien, Tschechien, Polen, Dänemark, Belgien, Finnland, Slowakei, Deutschland, Luxemburg, Schweiz, Irland, Österreich, Kroatien und Montenegro, wobei er bis auf neun Kämpfe nur Niederlagen erlitt, unter anderem gegen Jacek Bielski und Ali Ahraoui.

## Tod
Am 3. Juli 2014 wurde er von Passanten tot in seiner Heimatstadt aufgefunden. Die Autopsie ergab als Todesursache Herzinfarkt.